# Paralonchurus rathbuni
Paralonchurus rathbuni is een  straalvinnige vissensoort uit de familie van ombervissen (Sciaenidae). De wetenschappelijke naam van de soort (oorspronkelijk: Polycirrhus rathbuni) is voor het eerst geldig gepubliceerd in 1890 door Jordan & Bollman. De soort werd aangetroffen in de Stille Oceaan ter hoogte van Panam. Ze is genoemd naar Richard Rathbun, die bij de U.S. Fish Commission werkte.
De soort staat op de Rode Lijst van de IUCN als niet bedreigd, beoordelingsjaar 2007.